# Danstherapie
Danstherapie of dans-bewegingstherapie (DMT in het Engels) is het psychotherapeutische gebruik van beweging en dans als therapievorm, gericht op de behandeling van psychologische, mentale en lichamelijke klachten.
Danstherapie is een ervaringsgerichte therapievorm, gericht op de behandeling van psychologische, mentale en lichamelijke klachten. Deze vorm van therapie valt onder de overkoepelende naam vaktherapie.

## Geschiedenis
Dans wordt al duizenden jaren therapeutisch gebruikt. Het wordt sinds de vroege menselijke geschiedenis gebruikt als een genezingsritueel in de invloed van vruchtbaarheid, geboorte, ziekte en dood. In de periode van 1840 tot 1930 ontwikkelde zich een nieuwe dansfilosofie in Europa en de Verenigde Staten, gedefinieerd door het idee dat beweging effect kan hebben op de beweger. Er is een algemene mening dat dans / beweging als actieve verbeelding is ontstaan door Jung in 1916 en ontwikkeld in de jaren 1960 door pionier in de danstherapie Mary Whitehouse.
Danstherapie als zelfstandig vakgebied bestaat in Nederland sinds de jaren 80 van de twintigste eeuw. In 1986 gingen de opleidingen creatieve therapie dans aan de Kopse Hof in Nijmegen en de Mikojel Akademie Sittard (nu Zuyd Hogeschool) van start. Enkele jaren later startte ook een danstherapie-opleiding aan Codarts Hogeschool voor de kunsten in Rotterdam, die later overging in de Masteropleiding danstherapie. Aan de Hogeschool Zuyd is er een Master of Arts Therapies ontwikkeld.

## Werkwijze
De theorie van danstherapie is gebaseerd op de overtuiging dat lichaam en geest op elkaar inwerken. Zowel bewuste als onbewuste bewegingen van de persoon beïnvloeden het totale functioneren en weerspiegelen ook de persoonlijkheid van het individu. Daarom is de therapeut-cliëntrelatie deels gebaseerd op non-verbale signalen zoals lichaamstaal. De beweging heeft een symbolische functie en kan als zodanig helpen bij het begrijpen van het 'zelf'. Bewegingsimprovisatie stelt de cliënt in staat te experimenteren met nieuwe manieren van zijn.
Door de eenheid van lichaam, hoofd en geest geeft danstherapie een gevoel van eenheid.
Hierbij verwijst de term 'lichaam' naar de "ontlading van energie door spier-skelet-reacties op door de hersenen ontvangen stimuli."
De term 'hoofd' verwijst naar "mentale activiteiten ... zoals het geheugen, beelden, perceptie, aandacht, evaluatie, redeneren en besluitvorming."
Ten slotte verwijst de term 'geest' naar het "subjectief ervaren en voelen bij het deelnemen aan of empathisch observeren van dansen".
Danstherapie werkt door het benutten van de sociale vaardigheden en deze te verbeteren. Tevens wordt de relationele dynamiek ingezet om de kwaliteit van leven te verbeteren.
Danstherapie verschilt van andere vormen van therapie doordat het via ervaring creatieve expressie mogelijk maakt. In deze ervaring schuilt de kracht ten opzichte van verbale therapieën. Danstherapie is een holistische therapievorm, wat betekent dat het de volledige persoon behandeld wordt: hoofd, lichaam en geest.
Danstherapeuten werken met dynamische bewegingsvormen, zoals dans, bewegen en spel. Deelnemers verkennen persoonlijke bewegingsmogelijkheden en onderzoeken nieuwe mogelijkheden. Door de inzet van (ritmische) bewegingsactiviteiten draagt danstherapie bij tot een goede regulatie van vitale impulsen zoals adem en hartslag, en tot verbeteringen in de regulatie van de motoriek. Dansante activiteiten leiden tot expressie van innerlijke belevingen en ondersteunen de afbouw van emotionele spanningen. Dansen en bewegen met een partner of in groepsverband doen een appèl op non-verbale communicatie en sociaal emotionele interactie.

## Methodologie
Danstherapie is gebaseerd op verschillende psychotherapeutische en kinetische principes. De meeste danstherapeuten hebben een gevestigde theoretische basis van waaruit ze werken - bijvoorbeeld Psychotherapeutische theorie, Humanistische psychologie, Integratieve therapie, Cognitieve gedragstherapie, schematherapie, et cetera.
Naast de psychotherapeutische basis, gebruiken danstherapeuten verschillende benaderingen van beweging en dans. Sommige danstherapeuten werken met gecodificeerde dansstijlen, zoals ballet, stijldansen, enz, maar vaak werken danstherapeuten binnen een kinetisch kader van creativiteit en expressie.
Veel gebruikte observatiemethoden binnen danstherapie zijn Laban bewegingsanalyse en het Kestenberg Bewegingsprofiel.

## Onderzoek
Onderzoek naar de effectiviteit van danstherapie staat in Nederland nog in de kinderschoenen. Internationaal is onderzoek naar de effecten van danstherapie bij verschillende doelgroepen beschikbaar. Er zijn een aantal Cochrane Reviews bekend. In de Nationale Onderzoeksagenda van de Federatie Vaktherapeutische Beroepen (FVB, 2017) is een uitgebreid overzicht over beschikbare onderzoeken over danstherapie opgenomen.
Het wetenschappelijk onderzoek naar de mechanismen en effectiviteit van danstherapie staat nog in de kinderschoenen. Aangezien de praktijk van danstherapie heterogeen is en de reikwijdte en methodologie sterk varieert, is het moeilijker om medisch evidence-based onderzoek te doen. Er zijn echter studies die wijzen op positieve resultaten van danstherapie.
In landen waar een masterniveau van opleiding vereist is, werken danstherapeuten vaak in medische psychiatrische instellingen naast andere zorgverleners. Ook in Nederland is dit het geval. Veel danstherapeuten werken binnen de GGZ, Specialistische GGZ, speciaal onderwijs, LVGZ. Meer en meer is danstherapie ook in vrijgevestigde sector te vinden. Veelal gaat het hier om eerstelijns gezondheidszorg.